# مكتوب على الريح (فلم)
مكتوب على الريح (بالإنجليزية: Written on the Wind) هو فيلم دراما تم إنتاجه في الولايات المتحدة وصدر في سنة 1956.

## بطولة
- لورين باكال

## الميزانية والإيرادات
حقق أرباحا تقدر بـ 4.4 مليون دولار (/ Canada rentals) .

### ترشيحات وجوائز
| السنة | الحدث          | الفئة                   | النتيجة  |
| ----- | -------------- | ----------------------- | -------- |
|       | جائزة الأوسكار | أفضل ممثلة في دور مساعد | فـــــوز |

## وصلات خارجية
- مقالات تستعمل روابط فنية بلا صلة مع ويكي بيانات